# Antaioserpens
Antaioserpens – rodzaj węży z podrodziny Hydrophiinae w rodzinie zdradnicowatych (Elapidae).

## Zasięg występowania
Rodzaj obejmuje gatunki występujące w stanie Queensland w Australii.

## Systematyka

### Etymologia
Antaioserpens: Antajos (gr. Ἀνταῖος Antaîos), w mitologii greckiej był synem Gai, gigantycznym zapaśnikiem, któremu siły przywracało dotknięcie ziemi; łac. serpens, serpentis „wąż”, od serpere „pełzać”, od gr. ἑρπω herpō „pełzać”.

### Podział systematyczny
Do rodzaju należą następujące gatunki:
- Antaioserpens albiceps (Boulenger, 1898)
- Antaioserpens warro (De Vis, 1884)